# バンバ
バンバ(Banba)は、ケルト神話（アイルランド神話）に登場するトゥアハ・デ・ダナーン神族の戦いと豊穣の女神。古代のアイルランドを統治していた、土地の主権者たる3人の女神の1人。エリウとフォドラとは姉妹で、三相一体の女神の1人である。
エリウやフォドラと共にマイリージャ族がアイルランド島に侵略してきた時、それを敵に立ち向かって阻止しようと試みた。魔法の才能が備わっていたが力がおよばず、マイリージャ族の侵攻を許した。
アイルランド海軍は、かつてバンバから命名したトン型掃海艇バンバを有していた。